# زيد العمي
زيد بن الحواري العمي أبو الحوارى البصري، تابعي، وقاضى هراة فِي ولاية قتيبة بن مسلم الباهلي، والد عَبْد الرَّحْمَنِ وعبد الرحيم، وهُوَ مولى زياد ابن أبيه، وهو مُحدث ضعيف الرتبة، روى لَهُ الأربعة.

## روايته للحديث النبوي
- روى عن: أنس بن مالك، وجعفر بْن زَيْد العبدي، والحسن البصري، وسعيد بن جبير، وسعيد بن المسيب، وأبي وائل شقيق بْن سَلَمَة، وعروة بن الزبير، وعكرمة مولى ابن عباس، وعون بْن عَبد الله بْن عتبة بْن مَسْعُود، ومعاوية بن قرة المزني، ونافع مولى ابن عمر، ويزيد الرقاشي، وأبي إسحاق السبيعي، وأَبِي الصديق الناجي، وأبي العالية الرياحي، وأَبِي نضرة العبدي.
- روى عنه: أَيُّوب بْن مُوسَى المكي، وجابر الجعفي، وسفيان الثوري، وسليمان الأعمش، وسلام الطويل، وشعبة بن الحجاج، وعبد الله بْن عرادة الشيباني، وابنه عَبْد الرَّحْمَنِ بْن زَيْد العمي، وعبد الرحمن بْن عَبد اللَّهِ المسعودي، وابنه عَبد الرَّحِيمِ بْن زَيْد العمي، وعبد العزيز بْن الزُّبَيْر، وعمارة بْن أَبي حفصة، وعَمْرو بْن عَبد اللَّه بْن وهْب النخعي، وعِمْران بْن زَيْد التغلبي، وفضيل بْن مرزوق، ومحمد بْن الفضل بن عطية، ومسعر بن كدام، ومطرف بن طريف، وموسى الجهني، وهشام بن حسان، وهشيم بن بشير، والهيثم بْن الحواري، ووكيع بْن محرز، ويحيى بْن العلاء الرازي، ويوسف بْن صهيب، وأبو إسحاق السبيعي - وهو أكبر منه -، وأبو إسحاق الفزاري.[1]
- الجرح والتعديل: قال يحيى بن معين: «زَيْد العمي، وأبو المتوكل يكتب حيدثهما، وهما ضعيفان»، وقال الجوزجاني: «متماسك»، وَقَال أبو زرعة الرازي: «ليس بقوي، واهي الحديث، ضعيف»، وَقَال أبو حاتم الرازي: «ضعيف الحديث، يكتب حديثه ولا يحتج به.»، وقال النسائي: ضعيف، وقال الدارقطني: صالح.[1]

قال ابن عدي: | زيد العمي | عامة ما يرويه ومن يروي عنهم ضعفاء هم وهُوَ، على أن شعبة قد روى عنه، ولعل شعبة لم يرو عَنْ أضعف منه | زيد العمي |.